# Louis Hackspill

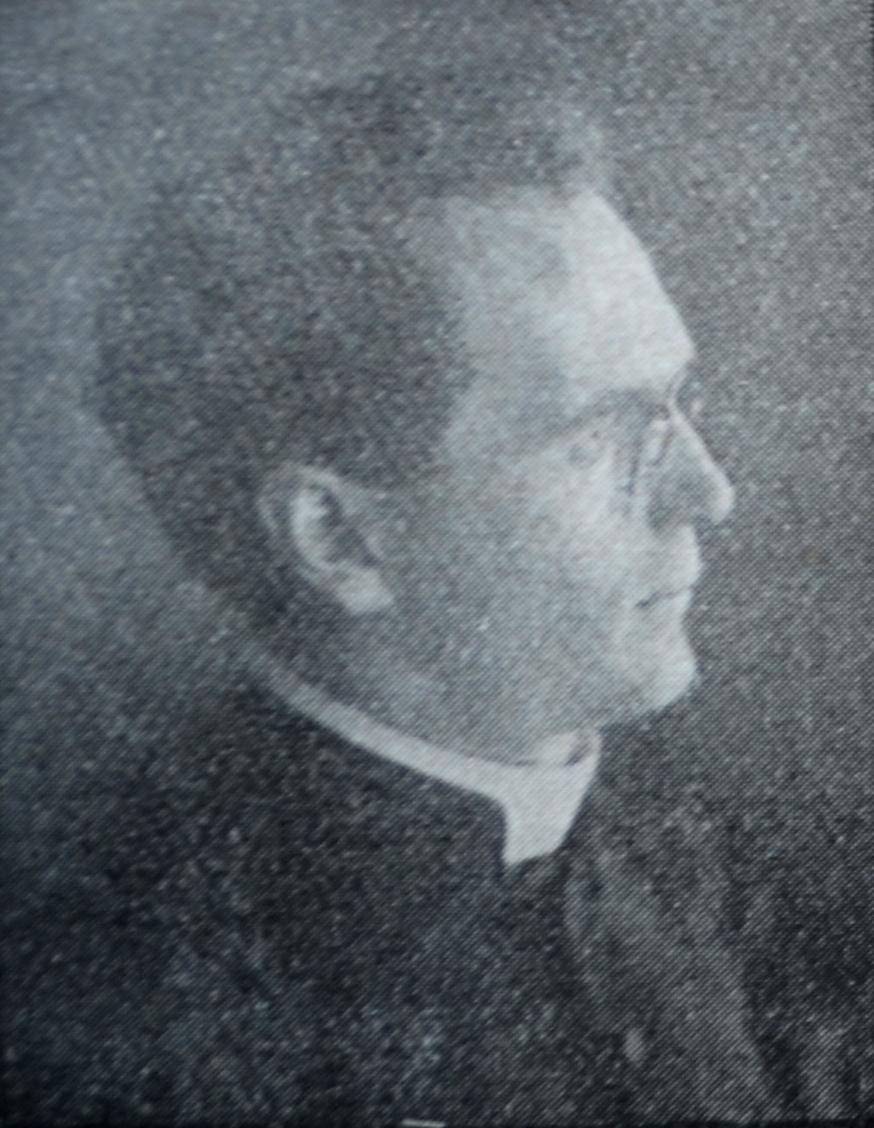
Ludwig Hackspill, 1911

Louis Hackspill (* 29. Juni 1871 in Busendorf, Bezirk Lothringen, Deutsches Reich; † 19. Dezember 1945 in Maincourt) war ein deutsch-französischer römisch-katholischer Theologe und Priester sowie Politiker.

## Leben und Wirken
Hackspill studierte in Metz, Rom und Paris Theologie. 1895 empfing er in Metz die Priesterweihe und wurde 1896 zum Doktor der Theologie promoviert. Nach einer Stellung als Vikar in Thionville lehrte er von 1902 bis 1907 am Institut catholique in Toulouse. 1907 wurde er Pfarrer von Saulny.
Er war seit der Landtagswahl 1911 bis 1918 für den Wahlkreis St. Avold Mitglied der Zweiten Kammer des Landtags des Reichslandes Elsaß-Lothringen für die Lothringische Zentrumspartei. Von 1919 bis 1924 war Hackspill für die Union républicaine lorraine Mitglied der französischen Abgeordnetenkammer.
1918 übernahm Hackspill die Herausgeberschaft der Lothringer Volkszeitung (La libre Lorraine). 1927 übernahm er die Pfarrstelle in Maincourt. Während des Zweiten Weltkriegs flüchtete Hackspill ins Département Ariège. Nach dem Krieg kehrte er auf seine Pfarrstelle zurück, starb aber schon kurze Zeit später.